# Roches-Bettaincourt

Roches-Bettaincourt este o comună în departamentul Haute-Marne din nord-estul Franței. În 2009 avea o populație de 626 de locuitori.

## Evoluția populației
| An        | 1975 | 1982 | 1990 | 1999 | 2006 | 2009 |
| --------- | ---- | ---- | ---- | ---- | ---- | ---- |
| Populație | 694  | 750  | 636  | 598  | 618  | 626  |